# Crenicichla geayi
Crenicichla geayi, conocido como mataguaro, es una especie de peces de la familia Cichlidae en el orden de los Perciformes.

## Morfología
Los adultos pueden llegar alcanzar los 40 cm de longitud total. Tienen forma alargada y presentan cabeza angulosa. Los individuos jóvenes poseen coloración clara, con una banda negra que atraviesa su cuerpo desde el labio hasta el final de la aleta caudal, y presentan manchas encima de la cabeza y dorso. Los adultos adquieren un tono violáceo, excepto en el vientre, que es blanco, y presentan un ocelo en el pedúnculo caudal.

## Distribución geográfica
Se encuentran en Sudamérica: cuenca del río Orinoco.